# Polycarpon
Genre
Classification phylogénétique
Polycarpon est un genre de plantes à fleurs de la famille des Caryophyllacées. 

## Étymologie
Le nom de Polycarpon signifiant « à nombreux fruits » a été formé par Pehr Loefling, à partir de deux étymons grecs, πολύ poly « plusieurs » et καρπος karpos « fruit », en référence à une fructification abondante.

## Taxonomie
Le genre a été décrit par Pehr Loefling ex L. et publié dans Systema Naturae, Editio Decima 2: 881, 859, 1360. 1759.
L’espèce type est : Polycarpon tetraphyllum (L.) L.

## Description
Ce sont des plantes herbacées à feuilles caduques, dressées ou rampantes. Le fruit est une capsule.

## Liste d'espèces
Selon BioLib (21 juillet 2024) :
- Polycarpon depressum Nutt.
- Polycarpon polycarpoides (Biv.) Zodda
- Polycarpon prostratum (Forssk.) Asch. & Schweinf.
- Polycarpon sauvagei Mathez
- Polycarpon succulentum (Delile) J. Gay
- Polycarpon tetraphyllum (L.) L.

Selon GRIN (21 juillet 2024) :
- Polycarpon indicum (Retz.) Merr. (=Polycarpon prostratum (Forssk.) Asch. & Schweinf.)
- Polycarpon prostratum (Forssk.) Asch. & Schweinf.
- Polycarpon tetraphyllum (L.) L.